# Oglasa costiplaga
Oglasa costiplaga là một loài bướm đêm trong họ Noctuidae.